# 319 TCN
319 TCN là một năm trong lịch La Mã.